# Estación Tres Pinos
Tres Pinos fue una estación y posterior parada ferroviaria ubicada en la comuna chilena de Los Álamos, ubicada en la Región del Biobío, y que fue parte del ramal Los Sauces-Lebu. Actualmente la vía se halla levantada pero quedan rastros de inmuebles de la estación.

## Historia
Con el inicio de la planificación y estudios de un ferrocarril que uniera al puerto de Lebu con la red central, varios estudios se realizaron entre 1894 a 1905, pero para 1915 la empresa "The Chilian Eastern Central Railway Company" estaba con problemas financieros y con el tramo entre estación Los Sauces y Guadaba listos; y tuvo que venderle su parte a la Compañía Carbonífera de Lebu, quien siguió los trabajos en 1923. El ferrocarril llegó a esta estación en mayo de 1923, con la culminación de la construcción de la sección del ferrocarril entre esta estación hasta la estación Peleco. Debido a la tarea de atravesar la cordillera de Nahuelbuta, el ferrocarril entero entró en operaciones en 1939.
La estación fue suprimida formalmente el 19 de marzo de 1979. Aun cuando el ferrocarril dejó de operar a mediados de 1980 y gran parte de su infraestructura había sido sustraída,[cita requerida] el 20 de octubre de 1998 la Empresa de los Ferrocarriles del Estado da de baja el ramal entre Purén y Lebu; y en 2005 se entrega el permiso estatal para la remoción de todo bien mueble e inmueble del ramal. Actualmente la vía se halla levantada, pero quedan restos de las viviendas de la estación.
En diciembre de 2013 se hizo la tasación del precio de los terrenos de esta estación, para que la municipalidad de Los Álamos pudiera adquirir los terrenos.